# Honda Logo
Honda Logo – samochód osobowy klasy aut miejskich produkowany przez japoński koncern motoryzacyjny Honda Motor Company w latach 1996 - 2001.

## Historia i opis modelu

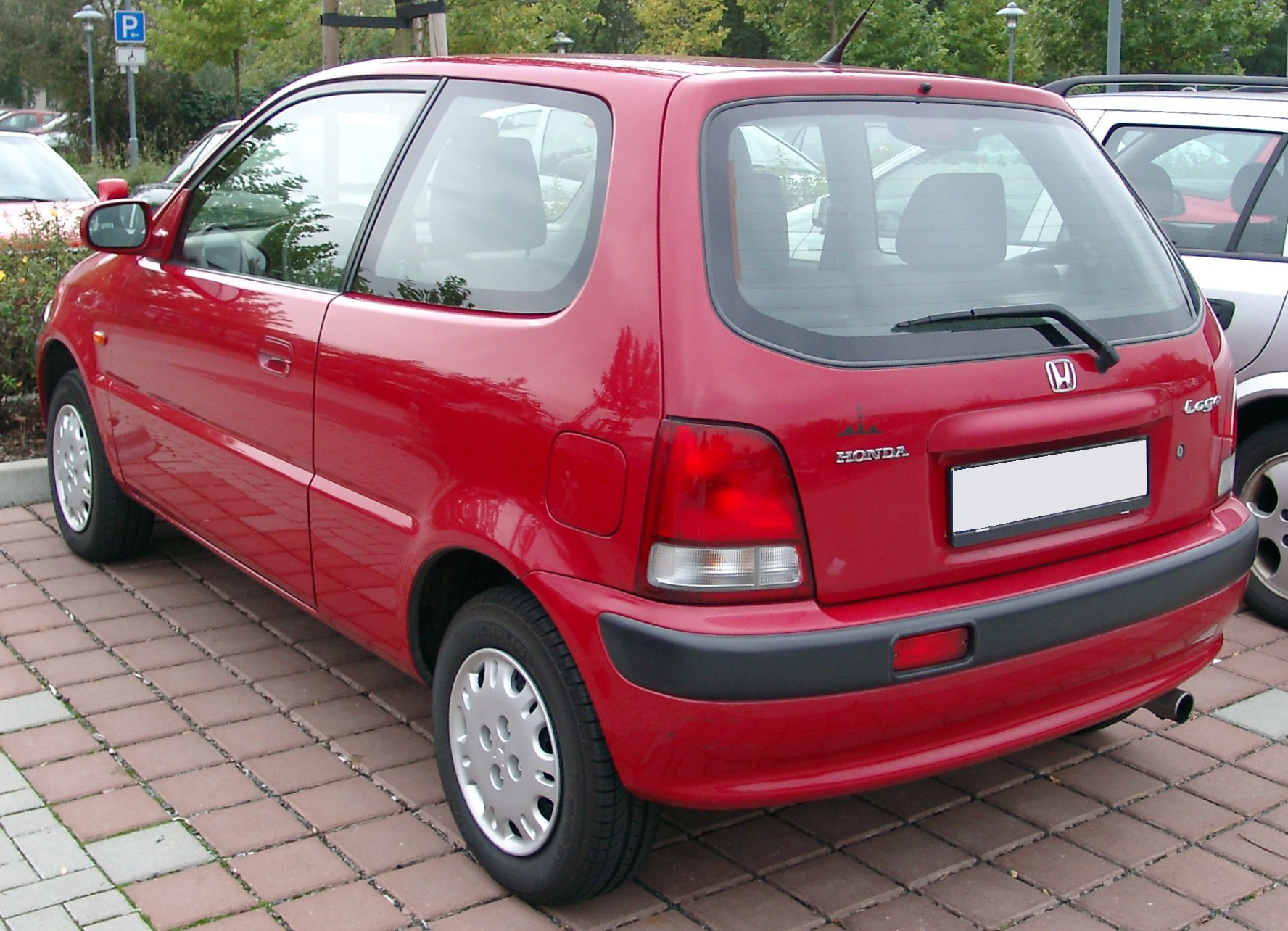
Tył Hondy Logo w wersji europejskiej

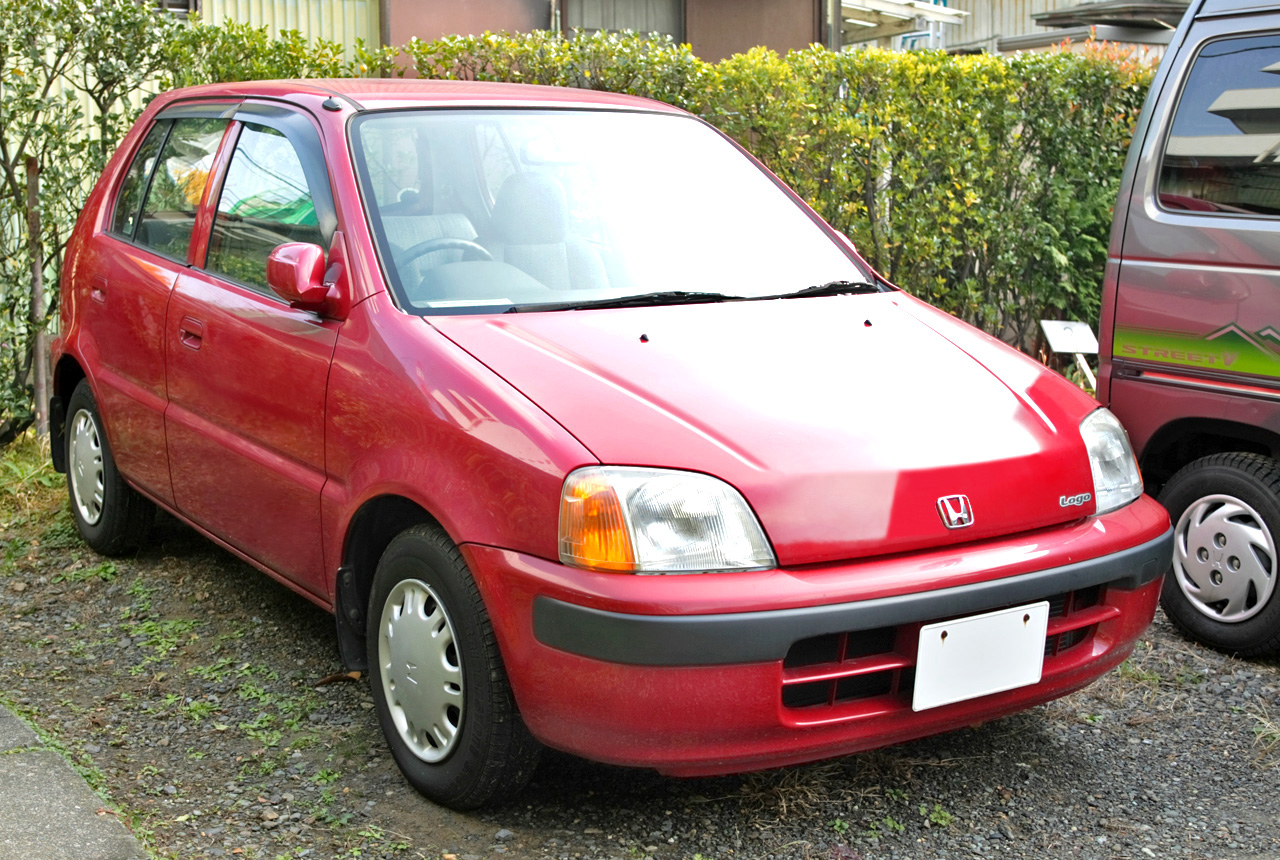
Honda Logo w wersji japońskiej przed face liftingiem

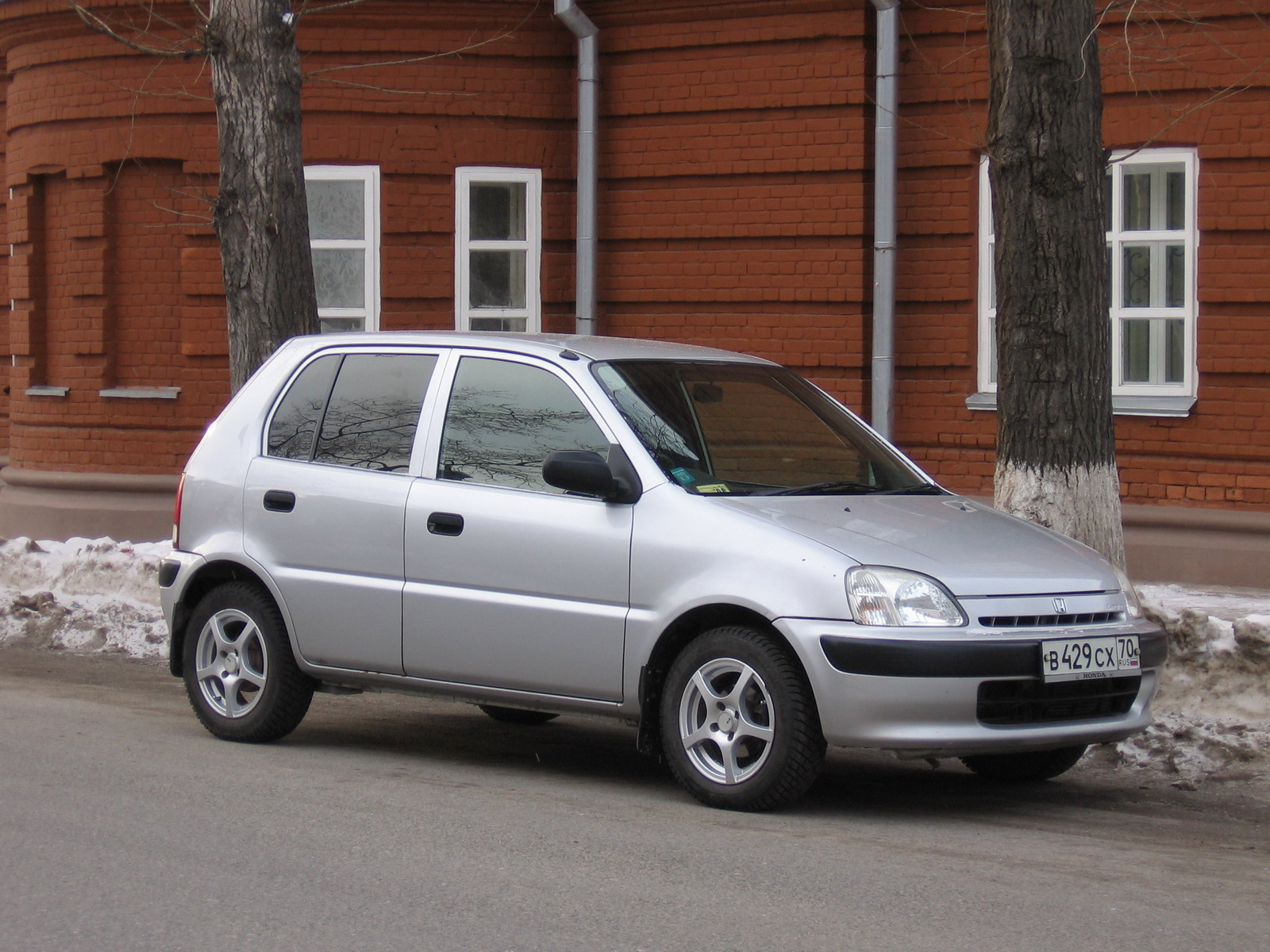
Honda Logo 5d w wersji japońskiej po face liftingu

We wrześniu 1997 roku, w 1998 oraz w 2000 roku auto przeszło drobne zmiany stylizacyjne.
Samochód w wersji przeznaczonej na rynek europejski zadebiutował podczas targów motoryzacyjnych w Paryżu w 1998 roku. W Europie dostępny był m.in. w Wielkiej Brytanii oraz w Niemczech. Auto nigdy nie trafiło na polski rynek samochodowy.

### Silnik
| 1.35 | 1343 | R4 | 75,0 x 76,0 | 48 (65)/5000 | 108/2500 | 14,5 | 152 |